# TT188
La tombe thébaine TT 188 est située à el-Assasif, dans la nécropole thébaine, sur la rive ouest du Nil, face à Louxor en Égypte.
C'est la sépulture de Parennefer (Pȝ-rn-nfr), noble sous les dernières années du règne d'Akhenaton (XVIIIe dynastie).
Parennefer a également une tombe (n° 7) à Akhetaton (Amarna).
Momies, sarcophages et autres objets montrent que cette tombe a été réutilisée durant les XXIe et XXIIe dynasties.

## Description

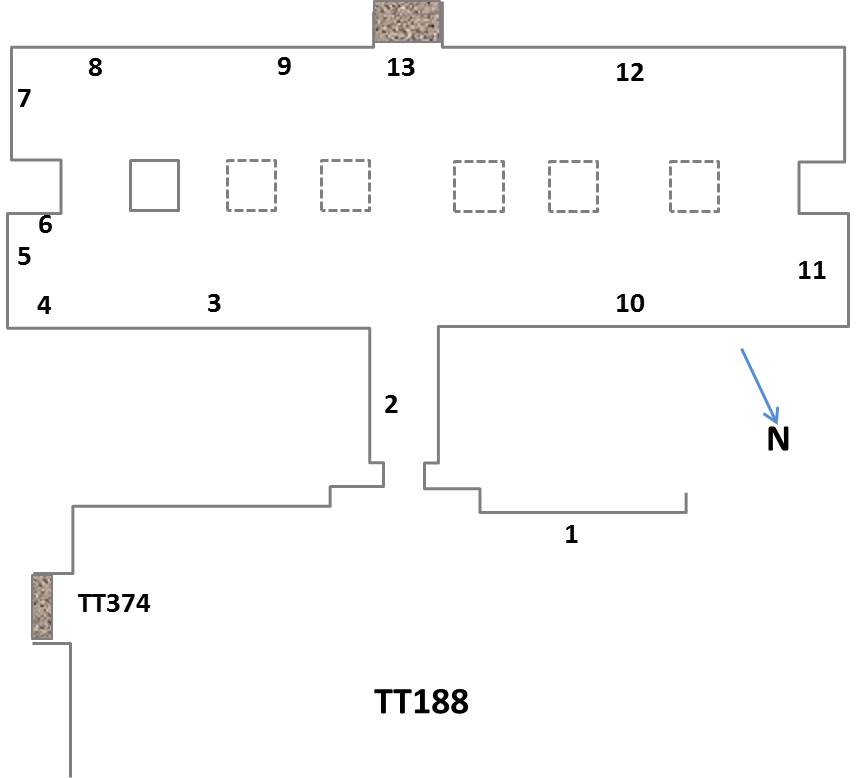